# Prodidomus palkai
Prodidomus palkai är en spindelart som beskrevs av Cooke 1972. Prodidomus palkai ingår i släktet Prodidomus och familjen Prodidomidae. Inga underarter finns listade i Catalogue of Life.